# Noordrijns voetbalkampioenschap 1918/19
In 1918/19 werd het zeventiende Noordrijns voetbalkampioenschap gespeeld, dat georganiseerd werd door de West-Duitse voetbalbond. 
Door de perikelen in de Eerste Wereldoorlog was er geen verdere eindronde voor de kampioenen.

## Eindstand

### Groep Düsseldorf
| Plaats | Club                        | Wed. | W | G | V | Saldo | Ptn. |
| ------ | --------------------------- | ---- | - | - | - | ----- | ---- |
| 1.     | BV 04 Düsseldorf            | 10   |   |   |   | 22:21 | 17:3 |
| 2.     | Düsseldorfer SV Viktoria 02 | 10   |   |   |   | 26:14 | 12:8 |
| 3.     | Düsseldorfer FK Fortuna     | 10   |   |   |   | 23:16 | 12:8 |
| 4.     | SC Union 05 Düsseldorf      | 10   |   |   |   | 20:17 | 9:11 |
| 5.     | Düsseldorfer SV 04          | 10   |   |   |   | 15:26 | 5:15 |
| 6.     | FC Borussia 06 Düsseldorf   | 10   |   |   |   | 18:30 | 4:16 |

|  | Groepswinnaar |

### Groep Aken-Düren
| Plaats | Club                      | Wed. | W | G | V | Saldo | Ptn. |
| ------ | ------------------------- | ---- | - | - | - | ----- | ---- |
| 1.     | SC Germania Düren         | 4    | 4 | 0 | 0 | 16:7  | 8:0  |
| 2.     | VfJuV 1896 Düren          | 3    | 2 | 0 | 1 | 15:6  | 4:2  |
| 3.     | Alemannia TSV Aachen 1900 | 2    | 1 | 0 | 1 | 8:3   | 2:2  |
| 4.     | Dürener FC 1903           | 4    | 1 | 0 | 3 | 9:16  | 2:6  |
| 5.     | Dürener SpV 1906          | 3    | 0 | 0 | 3 | 2:18  | 0:6  |

|  | Groepswinnaar                    |
|  | Trok zich terug naar dit seizoen |